# Base de maquillaje
La base de maquillaje es un producto que ayuda a que la piel luzca un mejor aspecto, de igual manera puede ayudar a disminuir la apariencia de algunas imperfecciones. Este producto puede ser elaborado a base de químicos, aceites, entre otras cosas. Al momento de ser aplicada sobre el rostro, el tono de piel se verá unificado, cubrirá las manchas obtenidas por el sol y otras afecciones y dará una impresión mate en la piel. 
El deseo de tener una piel perfecta y libre de imperfecciones comenzó hace muchos años atrás en las ciudades de Roma y Grecia. Los estereotipos y tendencias de maquillaje  han cambiado a lo largo de los años , de igual manera las fórmulas que se aplican sobre el rostro son de químicos muy diferentes a los que se utilizaban hace años.(“HISTORIA DEL MAQUILLAJE - PDF,” n.d.)
Las ventas de maquillaje, sombras, rubor, entre otros, se han visto impulsadas por una serie de factores que incluyen un mayor número de mujeres en el mercado laboral y un incremento significativo en la oferta y disponibilidad de producto”, dijo Beatriz Torres, analista de investigación de Euromonitor International.(“Tendencias del mercado de belleza en México - CentralAmericaData :: Central America Data,” n.d.)
La base de maquillaje es uno de los productos principales del maquillaje, se vuelve una excelente herramienta en toda ocasión. También es considerada como un cosmético en el cual la mayoría falla al momento de escogerla, ya que no encuentran su tono ideal. O muchas veces suelen no verse muy conformes con el resultado de la formula.(“Definición : Base de Maquillaje | Eau thermale Avène,” n.d.)

Los productos cosméticos cobran una elevada importancia en la vida cotidiana, ya que estos ayudan a definir el estilo y la personalidad de cada persona que los utiliza, en este caso la base de maquillaje, brindándo seguridad, confianza y belleza. Debido a que en la actualidad la buena presentación causa un gran impacto en la sociedad, la inversión en cosméticos ha ido en aumento. Según datos del INEGI (Instituto Nacional de Estadística y Geografía), en México hay 57 481 307 mujeres, de las cuales el 67.4% son potenciales consumidores de cosméticos (2010).(Universidad Nacional Autónoma de México. Centro de Investigaciones y Servicios Educativos & Universidad Nacional Autónoma de México. Instituto de Investigaciones sobre la Universidad y la Educación, 2016)
Muchos de los cosméticos consumidos a lo largo de la historia han provocado alergias e incluso la muerte, ya que algunos de ellos contenían sustancias altamente tóxicas y no existían legislaciones para regular su fabricación. Actualmente, los cosméticos son mucho más seguros y las empresas fabricantes llevan a cabo pruebas exhaustivas para asegurarse de que sus productos no dañen la salud de sus clientes. Para lograr este propósito en algunos países europeos y latinoamericanos se ha implementado la cosmetovigilancia, que hace referencia al sistema que estudia, identifica y evalúa los efectos adversos producidos por los cosméticos.(García Villarrubia, En, Jaén, & Planas, 2009)
Los expertos en el maquillaje recomiendan evitar el uso de la base en las áreas del cuello o manos ya que ahí no será efectivo o no se identificará exactamente si es el tono ideal para la tez. El lugar correcto es sobre las mejillas, aplicando una pequeña cantidad, al momento que se empareje con la piel será la correcta. (“3 tips para usar correctamente tu base de maquillaje | ActitudFem,” n.d.)

## Antecedentes
Los antecedentes de los cosméticos abarcan al menos 6000 años de historia humana. Evidencias arqueológicas de cosméticos ciertamente surgen del antiguo Egipto y Grecia. (“HISTORIA DEL MAQUILLAJE - PDF,” n.d.) Algunas mujeres en la antigua Roma usaban varias substancias que actualmente son reguladas por la FDA (Food and Drug administration), como plomo, estaño y cadmio. Estos son considerados metales pesados los cuales harán daño a tu piel y causan daño a largo plazo a tu salud. (“Químicos en el maquillaje - Archivo Digital de Noticias de Colombia y el Mundo desde 1.990 - eltiempo.com,” n.d.)
El uso de los ungüentos como el maquillaje se remonta a tiempos inmemorables. Las historias del pasado y el presente de la base de maquillaje están llenas de curiosidades, desde la manera como era utilizada por las mujeres u hombres, hasta los trucos que fueron descubiertos en la actualidad por más en sintonía con la moda para potenciar su uso. A lo largo de la historia, diversas culturas ya practicaban la decoración de la piel mediante colorante o pigmentos (materiales o sustancias capaces de impartir un color característico, ya sea directamente o a través de su reacción con otras sustancias). Los colorantes pueden clasificarse con base en su naturaleza química como colorantes inorgánicos y colorantes orgánicos. Así como de acuerdo con su origen mineral, vegetal, animal o sintético. Hoy en día, los colorantes se obtienen de fuentes animales, vegetales o minerales, así como también por procesos de síntesis (desarrollo de moléculas por medio de reacciones químicas) y mediante procesos biotecnológicos (obtención de pigmentos de origen microbiano). Debido al crecimiento del mercado de pigmentos para el uso en bases de maquillaje, se requieren nuevas estrategias de producción que sean amigables con el medio ambiente y, a su vez, con la salud del consumidor.(EI Origen y la Historia de Maquillaje, n.d.)

Extensamente usada por hombres y mujeres para mantener su piel hidratada y que diera una sensación de flexibilidad, para evitar las arrugas del calor seco. Las mujeres en Egipto decoraban también sus ojos aplicando color verde oscuro bajo el párpado y ennegrecen las pestañas, colocaban arriba del párpado un polvo negro, hecho de antimonio (un elemento metálico) u hollín. Se cree que los judíos adoptaron de los egipcios el uso del maquillaje, debido a referencias de pintura en las caras aparecen en la sección de la Biblia del Nuevo Testamento. Los pigmentos se obtenían de plantas, rocas e insectos, por ejemplo, se extraía de la pulpa que recubre las semillas del fruto achiote el color rojo anaranjado, mientras que el color índigo o añil se extraía de la planta Indigofera tinctoria. (EI Origen y la Historia de Maquillaje, n.d.)